# François-Henri de Virieu
Pour les articles homonymes, voir François-Henri de Virieu (homonymie) et Virieu (homonymie).
François-Henri de Virieu, marquis de Virieu, né le 18 décembre 1931 à Paris et mort le 27 octobre 1997 à Marly-le-Roi, est un journaliste français.

## Famille
Il est le fils du marquis Xavier de Virieu (1898-1953), colonel qui se fera remarquer pour ses actes de résistance dans le maquis du Vercors, et de Marie-Françoise Brugière de Barante (1906-2004), tous deux Justes parmi les nations. Il passe le diplôme d’ingénieur agricole à l’École supérieure d'agriculture d'Angers. Cinq siècles plus tôt, Jean de Fay, seigneur de Virieu, s'est déjà intéressé à l'agriculture, acceptant de se convertir à la religion catholique pour permettre de protéger l'immigré italien Pierre Benay, qui importa de Bologne les moulins à soie permettant d'approvisionner les canuts de Lyon à meilleur prix. En effet, François-Henri de Virieu est issu d'une très ancienne famille de la noblesse dauphinoise, attachée à la terre et à la Foi et il descend en ligne directe de François-Henri, marquis de Virieu.

## Journaliste économique auMonde
D’abord conseiller auprès de coopératives agricoles, il devient en 1956 rédacteur en chef des publications du Centre d’études des techniques agricoles. Il est alors rattaché à l’Institut d’organisation scientifique du travail agricole comme conseiller agricole. Mais la Guerre d'Algérie fait émerger sa conscience politique et son « désir de faire passer ses idées» à travers le journalisme. Arrière-petit-fils d’une des fondatrices du Pèlerin, il se présente donc à La Croix mais, devant la fraîcheur de l’accueil de Jean Gélamur, préfère tenter sa chance au Monde où le contact avec Hubert Beuve-Méry est favorisé par l’appartenance de ce dernier au même réseau de résistance que celui de son père.
Il n’attend pas moins de six mois pour pouvoir publier son premier article. Entrant officiellement au journal en juillet 1958 comme rédacteur stagiaire chargé des affaires agricoles, il est porté par sa rubrique dans une période fructueuse en manifestations agricoles, en négociations du Marché commun et en réformes du ministère Pisani. Il en tire son premier livre, La Fin d'une agriculture (Calmann-Lévy, 1967) et collabore parallèlement à différentes publications régionales. Le 3 novembre 1959, il appelle à « créer le ruralisme comme on a créé l'urbanisme ».
En 1968, il est promu chef du département des affaires sociales au sein du service économique.

## Rédacteur en chef du journal de 13 heures
C'est alors qu’en novembre 1969, tout en prenant sa carte à la Confédération française démocratique du travail (CFDT), il rejoint l’Office de radiodiffusion télévision française (ORTF) comme chef du service politique, économique et social d’Information Première. Entouré de jeunes collaborateurs comme Guy Claisse, Hervé Chabalier, Bernard Langlois ou Jean-Pierre Mithois, il prend la rédaction en chef du journal de 13 h en 1970. 
Mais le remerciement de Pierre Desgraupes en juillet 1972 l’oblige à quitter la télévision et à prendre la direction du service information au sein des Informations, l’hebdomadaire dont il est un des éditorialistes depuis 1969. Mis au chômage en 1973 avec la faillite du journal, il publie cette même année Lip : 100 000 montres sans patron dans la collection « Questions d’actualité » qu’il dirige chez Calmann-Lévy.

## Rédacteur en chef duMatin(mars 1977 – septembre 1981)
En 1973, il adhère aussi au Parti socialiste avant d’entrer l’année suivante au service politique du Nouvel Observateur. Numéro deux derrière Georges Mamy, sans grandes perspectives de promotion, il voit donc dans le lancement d’un quotidien par Claude Perdriel le moyen d’accéder à de plus grandes responsabilités. À la suite du refus de Pierre Viansson-Ponté d’en assurer la rédaction en chef (octobre 1976), il est nommé rédacteur en chef du quotidien Le Matin de Paris. 
S’il quitte le Parti socialiste cette année-là, il n’engage pas moins son journal dans un soutien affiché à l’Union de la gauche, puis, après sa rupture (septembre 1977), au Parti socialiste. Parallèlement, il est responsable de son supplément économique et rédacteur en chef de l’hebdomadaire économique du groupe Perdriel, La Presse économique (1979-1980). Mais en septembre 1980, il entre en conflit interne avec Claude Perdriel dont l’autoritarisme, l’omnipotence et l’interventionnisme dans l’activité rédactionnelle réduisent son autorité sur la rédaction. Il devient alors rédacteur en chef du supplément Économie, où il collabore avec un jeune journaliste, Pierre Lagrue, qui assure le relais entre François-Henri de Virieu, marginalisé, et les ouvriers typographes. Avec les premières mesures d'économies, le contrat de Pierre Lagrue n'est pas reconduit, et le supplément Économie connaît de fréquents retards de fabrication.

## Présentateur deL'Heure de vérité
Dès août 1981, il se décide donc à rejoindre Antenne 2 où le nouveau pouvoir lui propose la direction de l’actualité. La même année, il publie avec Bernard Villeneuve un livre sur Le Nouveau Pouvoir (J.-C. Lattès). Débarqué de ses responsabilités en septembre 1982 à la demande de la rédaction, il prend la direction des relations internationales de la chaîne avant de lancer en mai 1982 L'Heure de vérité qu’il anime jusqu’en 1995. 
Au retour de Claude Perdriel du Matin, son nom est envisagé pour prendre la tête d’un service économique et social. En 1990, il publie La Médiacratie sur le pouvoir attribué aux médias. En 1987, il est élu président de l'IDATE. Maire de Marly-le-Roi (1995), il y meurt le 27 octobre 1997 d'un cancer du pancréas. Il est inhumé à Virieu (Isère).

## Vie privée
Il a épousé Claude Emy avec qui il a eu cinq enfants :
- Isabelle de Virieu (1960)
- Stéphanie de Virieu (1962)
- Guillaume, marquis de Virieu (1964)
- le comte Étienne de Virieu (1969-2011)
- le comte Nicolas de Virieu (1975)

## Œuvres
- La Fin d’une agriculture, Calmann-Lévy, 1967
- Lip : 100 000 montres sans patron, Calmann-Lévy, 1973
- Le Nouveau Pouvoir : les 1 100 qui conduisent la France, en collaboration avec Bernard Villeneuve, Jean-Claude Lattès, 1982
- La Médiacratie, Flammarion, 1990